# Nika Kvekveskiri
Nikoloz "Nika" Kvekveskiri, (en georgià ნიკოლოზ "ნიკა" კვეკვესკირი nascut a Zugdidi el 29 de maig de 1992), sobrenomenat Kvekve, és un futbolista professional que juga com a migcampista defensiu a l'Spartacus de la lliga hongaresa i a la selecció de Geòrgia.
La família de Kvekveskiri prové del districte de Gali d'Abkhàzia. Van haver de fugir de la guerra de 1992–93 i traslladar-se a un assentament de refugiats a Zugdidi, on Nika va créixer en unes condicions de vida molt dures.
Kvekvesriki va ser un habitual a les convocatòries de les categories inferiors de les seleccions georgianes. Actualment és un dels capitans de l'equip nacional de Geòrgia.

## Trajectòria
Kvekveskiri va començar la seva carrera al Baia Zugdidi, club de la seva ciutat. Va debutar amb el primer equip el 15 d'agost de 2009 en un partit contra el Lokomotivi Tbilisi. El 29 de setembre de 2010, va fer el seu primer gol a la Lliga contra el Kolkheti 1913.
L'any següent, Kvekveskiri es va unir a mitja temporada als campions de Geòrgia, el Dinamo Tbilisi. Va ser un titular habitual des que va arribar i la següent temporada amb el Dinamo i va guanyar el doblet. El 30 de juny de 2011, Kvekveskiri va marcar el seu primer gol en competició europea en una victòria a la UEFA Europa League per 2-0 contra Milsami.
El 2013 va estar cedit al Tskhinvali durant mitja temporada i el juny de 2014 va fitxar pel Dila Gori. Amb set gols marcats a la Lliga, Kvekveskiri va ser una peça important en la consecució del títol pel Dila Gori.
Després d'aquesta temporada, el 2015 es va traslladar a l'Inter Bakú de l'Azerbaidjan. El juny de 2016, va fitxar per un altre club de la lliga de l'Azerbaidjan Qabala.
El maig de 2017, Kvekvesikiri va signar un acord de dos anys amb el Tobol de Kazakhstan.
El gener de 2021, va fitxar pel Lech Poznań de l'Ekstraklasa fins al final de la temporada 2020-21. Va signar una pròrroga de dos anys el 29 d'abril de 2021, renovada el següent octubre fins al 30 de juny de 2025. El 10 de juliol de 2024 va abandonar el club de mutu acord. Durant la seva estada de tres anys i mig, Kvekveskiri va fer un total de 123 aparicions en totes les competicions, aconseguint sis gols i sis assistències. Va contribuir al vuitè títol de lliga del club el 2022, i va arribar als quarts de final de la UEFA Europa Conference League l'any següent.
A principis de setembre de 2024, Kvekveskiri es va unir al Nyíregyháza Spartacus, acabat d'ascendir a Hongria, amb un contracte durant tota la temporada.

## Selecció de Geòrgia
Kvekveskiri és el jugador que més partits ha jugat amb la selecció sub-21 de Geòrgia, amb 20 aparicions.
Kvekveskiri va fer el seu debut internacional amb l'absoluta el 8 d'octubre de 2015 en una victòria per 4-0 contra Gibraltar a les eliminatòries de classificació per a l'Eurocopa 2016.
Va ser un habitual a l'equip que va fer un rècord invicte d'onze partits entre octubre de 2021 i novembre de 2022.
El 26 de març de 2024, Kvekveskiri va anotar el penal guanyador contra Grècia per enviar Geòrgia a la Eurocopa 2024, el primer gran torneig internacional de la seva història. El maig de 2024, va ser seleccionat a la plantilla de l'equip per a la UEFA Euro 2024. Va fer la seva única aparició al torneig com a substitut de la segona part en una derrota per 1–4 davant Espanya als vuitens de final.

## Estadístiques

#### Clubs
| Club                     | País        | Año       |
| ------------------------ | ----------- | --------- |
| Baia Zugdidi             | Geòrgia     | 2009-2010 |
| Dinamo Tbilisi           | Geòrgia     | 2011-2014 |
| FC Tskhinvali (cedit)    | Geòrgia     | 2013      |
| FC Dila Gori             | Geòrgia     | 2014-2015 |
| Inter Bakú               | Azerbaidjan | 2015-2016 |
| FK Qäbälä                | Azerbaidjan | 2016-2017 |
| FK Toboli                | Kazakhstan  | 2017-2021 |
| Lech Poznań              | Polònia     | 2021-2024 |
| Nyíregyháza Spartacus FC | Hongria     | 2024-     |

#### Selecció
Actualitzat a 30 de novembre de 2024
| Selecció | Any   | Partits | Gols |
| -------- | ----- | ------- | ---- |
| Georgia  | 2015  | 2       | 0    |
| Georgia  | 2016  | 3       | 0    |
| Georgia  | 2017  | 8       | 0    |
| Georgia  | 2018  | 8       | 0    |
| Georgia  | 2019  | 4       | 0    |
| Georgia  | 2020  | 8       | 0    |
| Georgia  | 2021  | 8       | 0    |
| Georgia  | 2022  | 9       | 0    |
| Georgia  | 2023  | 7       | 0    |
| Georgia  | 2024  | 4       | 0    |
| Total    | Total | 61      | 0    |

## Palmarès
Dinamo Tbilisi
- Umaglesi Liga: 2012–13
- Copa de Geòrgia: 2012–13

Dila Gori
- Umaglesi Liga: 2014–15

Lech Poznań
- Ekstraklasa: 2021–22

#### Individual
- Ordre d'Honor de Geòrgia: 2024[24]